# CS/LS7
CS/LS7 (военное обозначение QCQ-171)  — пистолет-пулемет, разработанный корпорацией China South Industries Group Corporation из города Чунцин. CS/LS7 использует патроны китайского производства 9×19 мм DAP-92 или патрон 9×19 мм Parabellum.  пистолет - пулемет имеет среднюю отдачу, которая и является особенностью данного пулемёта.

## Разработка
CS/LS7 является частью программы разработки оружия, инициированной Министерством общественной безопасности КНР для приобретения нового типа пистолета-пулемета для замены устаревшего пистолета-пулемета Type 79. После испытаний CS/LS7 был выбран в качестве пистолета-пулемета нового поколения для полиции Китая и впервые был представлен на параде в честь 70-летия Китайской Народной Республики. Однако у китайских военных не было запроса на какой-либо пистолет-пулемет, поэтому изначально CS/LS7 не имел официального военного обозначения Народно-освободительной армии Китая (НОАК). 

## Конструкция
Оружие имеет планку Пикатинни по всей длине верхней части ствольной коробки и цевья. Три короткие планки установлены на 3, 6 и 12 часах цевья. Второй вариант цевья имеет планку Пикатинни только на ствольной коробке и положение цевья на 6 часов. Третий вариант, который видели в руках солдат НОАК на параде в честь 70-летия, имеет короткие планки Пикатинни, установленные на 6 и 9 часов, но не на 3 и 12 часов. Возможно изменение конфигурации цевья по желанию заказчика. 
В CS / LS7 используется свободный затвор при закрытом затворе. Верхний ресивер изготовлен из металла, а нижний - из полимерного материала. Оружие имеет двустороннюю рукоятку заряжания, селектор огня и удлиненную защёлку освобождения магазина, расположенная перед спусковой скобой. Телескопический приклад можно снять и заменить на фиксированный. Рукоятка заряжания затвора расположена с левой стороны над приёмником магазина. Цевье также может быть заменено встроенной передней рукояткой, аналогичной рукоятке MP5K.  Оружие также можно оснастить голографическим прицелом QMQ-171.

## Пользователи
- Китай: Народная вооружённая полиция,[5] Министерство общественной безопасности, Народно-освободительная армия (ограниченно).[4]
- Венесуэла: Сухопутные войска[6][7]
- Алжир: Алжирская национальная народная армия [8]

## Смотрите также
- CS/LS06